# Montura C

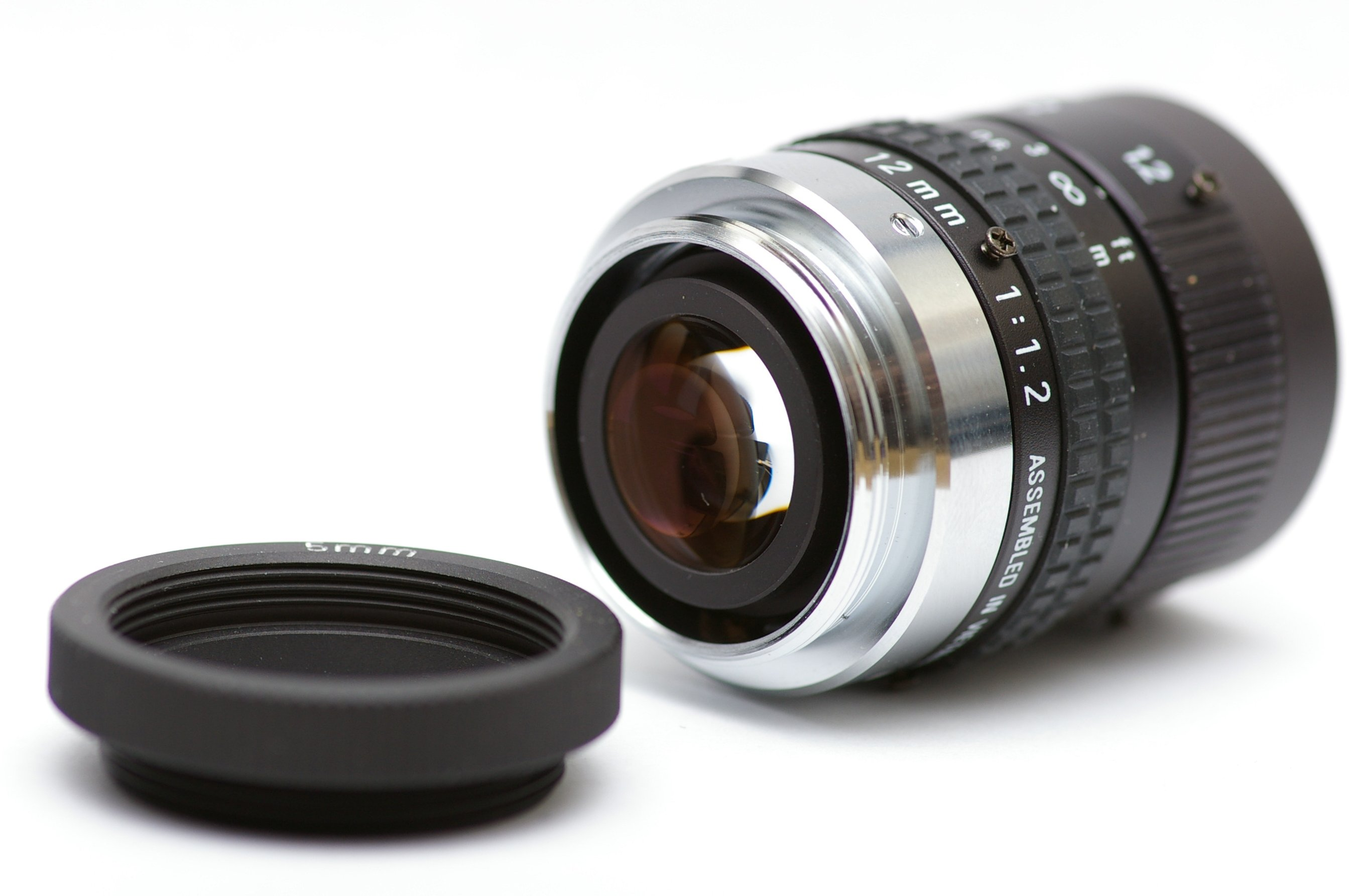
Objetivo con montura-C de 12 mm f/1.2 con adaptador de montura CS

La Montura C es un tipo montura usado generalmente para los objetivos intercambiables de las cámaras de cine de 16 mm, cámaras de televisión de circuito-cerrado, cámaras para visión artificial y para fototubos de microscopio.

## Características
- Diámetro de rosca 25.4 mm (1.000 pulgada)
- Paso de rosca 32 TPI (hilos por pulgada)
- Distancia focal de brida 17.526 mm